# Beagle Music Ltd.
Beagle Music Ltd. war ein Projekt der deutschen Musiker Holger Julian Copp und Hanno Harders (* 17. März 1954; † 12. Januar 2016).

## Geschichte
Bereits in den späten 1970er Jahren arbeiteten Copp und Harders für die Band Sunrise und schrieben gemeinsam deren größten Hit Call on Me, der in Deutschland Platz 27 erreichte. Die deutsche Version Wir ziehn heut' abend aufs Dach von Jürgen Drews kam auf Position 21. Außer für Sunrise schrieben sie beispielsweise auch für Petula Clark und die Goombay Dance Band. Am Charthit Simply a Love Song der Band Chilly waren sie ebenfalls beteiligt. 1999 schrieb und produzierte Hanno Harders das Debütalbum von Corinna May, für die er auch in den folgenden Jahren weiter tätig war.
In den 1980er Jahren produzierten sie als Beagle Music GmbH auch Werbejingles unter anderem für Natreen, Merci, Fewa, Deichmann, Kitekat und Burger King. Mitte der 1980er Jahre schrieben sie zusammen eine Melodie für einen Kino-Werbespot für Langnese-Eiscreme mit der Textzeile „Like ice in the sunshine I’m melting away on a sunny day“. Dies wurde mit Synthesizern, Drummachine, Saxophon und einer zusätzlichen Sängerin zu einem zweiminütigen Sonne-Strand-und-Meer-Werbespot umgesetzt und ausgestrahlt. Die Werbung wirkte auch für das Lied, das im Sommer 1986 in einer Single-Version herauskam. Dafür machten Copp und Harders aus der Produktionsfirma Beagle Music GmbH die Band Beagle Music Ltd. und erreichten in Deutschland Platz 10 der Charts.
Sie versuchten, sich mit weiteren Veröffentlichungen im CD-Geschäft zu halten, und obwohl die Folgesingle Daydream einen gewissen Bekanntheitsgrad erreichte, blieb es bei dem einmaligen Charterfolg. Copp und Harders schrieben weiter Werbemusik und hatten 1995 mit einer Melodie für einen Duftwasserwerbespot der Marke Gammon eine erneute Grundlage für eine Singleveröffentlichung, aber auch diese blieb wie alle weiteren Veröffentlichungen von Beagle Music Ltd. relativ erfolglos. 2003 entwickelte Produzent Alex Christensen aus Daydream den Song You’re My Angel, der für die Boyband B3 ein Hit wurde und Platz 13 in Deutschland erreichte.
In den 2000er Jahren erlebte Like Ice in the Sunshine ein Comeback. Langnese setzte erneut auf die erfolgreiche Melodie und gewann nationale und internationale Musiker verschiedener Genres dafür, das Lied für ihre Werbung einzusingen. Teilweise wurden auch diese Versionen als Single veröffentlicht. Die Interpreten waren Anastacia (2001), No Angels (2002), DJ Tomekk, Westbam und Faithless (2003), Shaggy (2004) und The BossHoss (2005). 2001 erschien von Otto Waalkes auf dem Album Best of Ostfriesland and More eine Parodie des Songs mit dem Titel Kein Sunshine.

## Diskografie
Singles
- Ice in the Sunshine (1986)
- Daydream (1986)
- The Kiss (1995)